# Ehszán Hádzs-Szafi
Ehszán Hádzs-Szafi (perzsául: احسان حاج‌صفی, Kásán, 1990. február 25. –) iráni labdarúgó, az élvonalbeli Szepáhán válogatottja.
Hádzs-Szafi több poszton is bevethető játékosként ismert, szokott szerepelni hátvédként, védekező, irányító és szélső középpályásként.
2009-ben a goal.com az ázsiai labdarúgás legnagyobb tehetségeként jellemezte.
A válogatottal részt vett a 2011-es Ázsia-kupán, a 2014-es labdarúgó-világbajnokságon, a Szepáhán színeiben ott volt a 2007-es FIFA-klubvilágbajnokságon.